# Tour Notre-Dame
La Tour Notre-Dame  ou tour de Mostier est une fortification appartenant à la ceinture urbaine de  Besançon. Elle est située dans le secteur de Tarragnoz, à proximité du centre historique.

## Histoire
La Tour Notre-Dame est une tour construite au cours du XVIe siècle. Elle est située au contrebas de la Citadelle de Besançon, dans le secteur de Tarragnoz et assurait la défense de la porte Notre-Dame au sud-ouest de la ville. Elle fut remaniée par Vauban au XVIIe siècle. Elle est aujourd'hui murée.
La Tour Notre-Dame également appelée Tour ronde, Tour ou Bastion Charles-Quint fait l’objet d’un classement au titre des monuments historiques depuis le 26 octobre 1942.
La référence à Notre-Dame vient  de l'ex prieuré de Jussan-Moutier dont les bâtiments, tout proches  sont attribués aux Minimes en 1607. L'église Notre-Dame de Jussan-Moutier est rasée à la Révolution sur décision de l'architecte Marnotte mais, outre la tour, la porte d'entrée de la ville et le magasin à poudre de Tarragnoz en garderont le souvenir de par les noms attribués : Porte Notre-Dame et magasin de la Porte Notre-Dame.

## Galerie

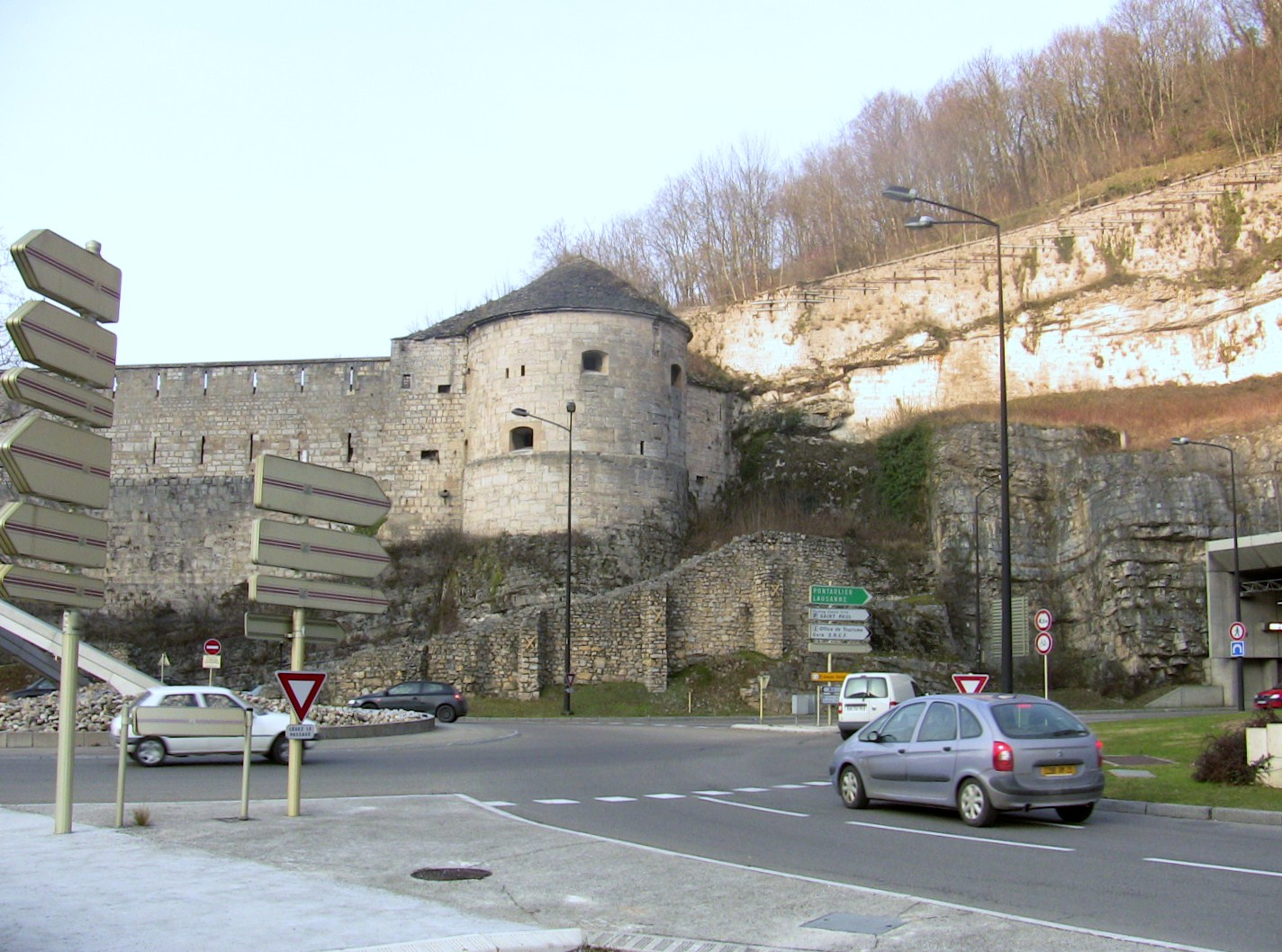
La tour, vue des quais
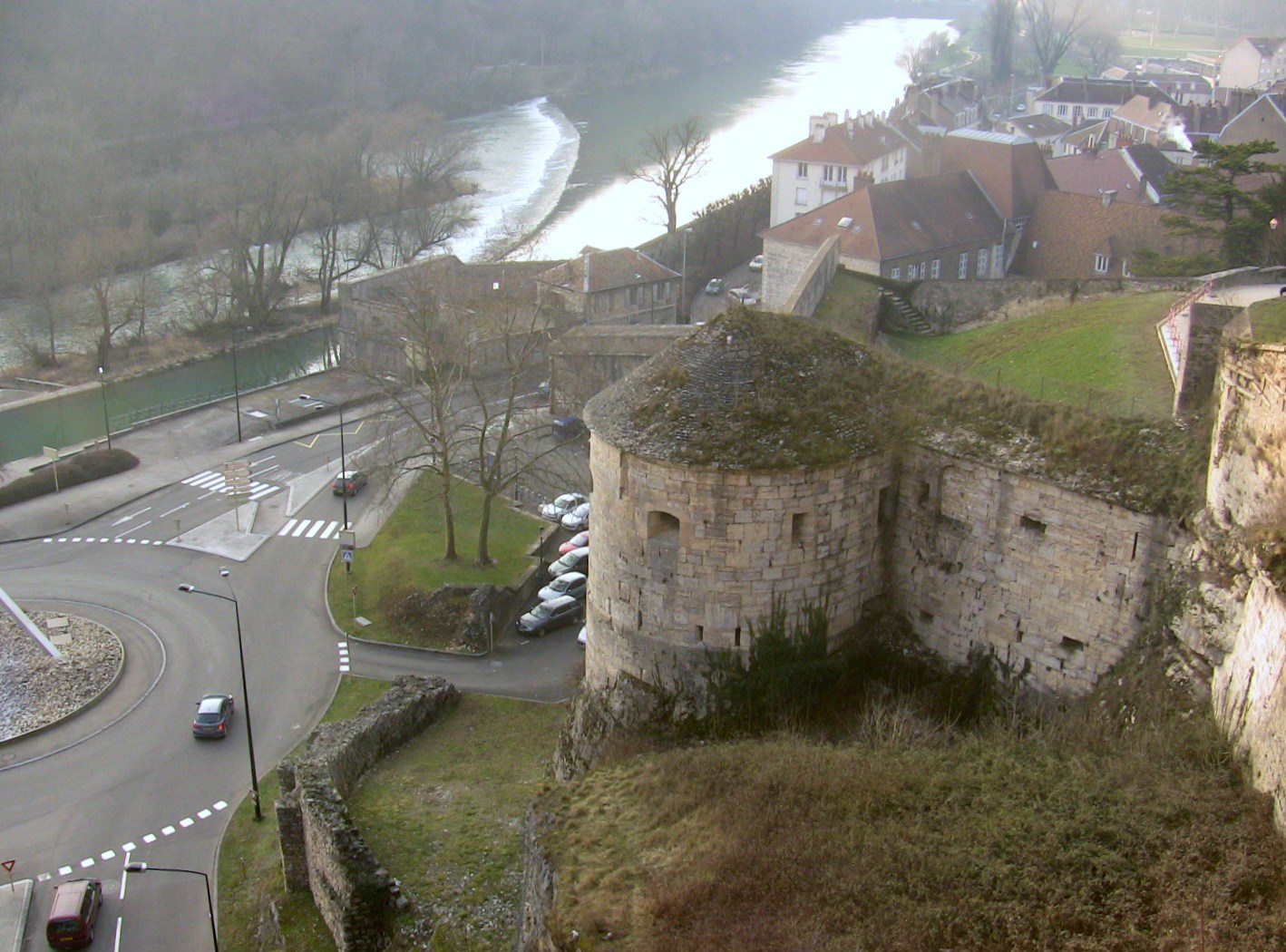
La tour, vue de la citadelle